# Saru Batu Savci Bey
Saru Batu Savci Bey (1249 – Domaniç, 1286) è stato un nobile ottomano, figlio di Ertuğrul e fratello di Osman I, fondatore dell'Impero ottomano.

## Biografia
Saru Batu Savci Bey era uno dei tre figli di Ertuğrul Ghazi e, secondo la tradizione, Halime Hatun. Era fratello maggiore di Osman I, fondatore e capostipite dell'Impero ottomano.
Fu un valido supporto per suo padre e suo fratello, distinguendosi come buon amministratore e diplomatico. 
Morì nel 1286, durante la battaglia di Domaniç. È sepolto nel vicino villaggio di İkizce, in un mausoleo conosciuto dai locali come Bekir'in Dedesi. Il mausoleo contiene in realtà due tombe, una indicata come "Saru Batu" e una come "Savci", portando gli storici a chiedersi se in realtà coloro non fossero due persone diverse fuse in una nella documentazione storica, anche se non esiste prova di ciò. 

## Matrimonio e discendenza

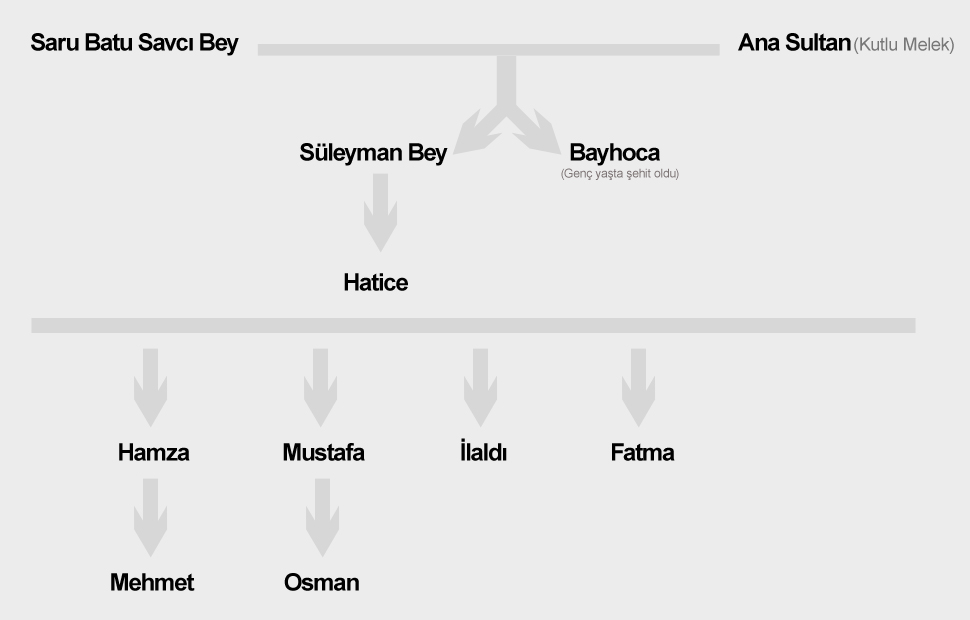
Discendenza di Saru Batu Savci Bey

Saru Batu Savci Bey sposò Avna Hatun, soprannominata Avna Sultan per le sue origini nobili, Ana Sultan (madre sultana) per il suo amore per i bambini e Kutlu Melek (angelo benedetto) per la sua personalità gentile e caritatevole. Morì "martire" nel 1285, durante l'assedio di Kulaca Hisar. 
Ebbero due figli: 
- Koca Saruhan Bey (1268 - 1284). Chiamato anche Hoca Saruhan o Saruhan Beyhoca. Morì nel 1284, quando suo zio Osman decise, invece di evitarli o ritirarsi, di affrontare un contingente bizantino che aveva scoperto che gli stava tendendo un'imboscata.
- Süleyman Bey (? - 1361). Sposò Hatice Hatun, figlia di suo cugino Orhan I, figlio ed erede di Osman I. Ebbero due figli e due figlie: 
  - Hamza Bey. Ebbe un figlio:
    - Mehmed Bey

  - Mustafa Bey. Ebbe un figlio: 
    - Osman Bey

  - Ilaldi Hatun
  - Fatma Hatun

## Eredità

### Celebrazione annuale
Ogni anno, nell'anniversario della battaglia in cui morì, viene tenuta una cerimonia in suo onore a Karaköy, Istanbul. 

### Poesia
A Saru Batu Savci Bey sono dedicate numerose poesie di Ibn Kemal, storico e poeta ottomano del XV secolo. 

### Cultura popolare
- Nella serie TV turca Diriliş: Ertuğrul (2014), è interpretato dall'attore Kerem Bekişoğlu, mentre nel suo sequel, Kuruluş: Osman (2019), è interpretato da Kanbolat Görkem Arslan. Nel sequel compare anche sua moglie, rinominata "Lena Hatun" e interpretata da Seray Kaya, e suo figlio Koca Saruhan, interpretato da Yağızkan Dikmen.